# Jérémie Kisling
Jérémie Kisling, geb. Jérémie Tschanz (* 27. Februar 1976 in Lausanne), ist ein Schweizer Chansonnier.

## Diskografie
- Monsieur Obsolète, 2003
- Le Ours, 2005
- Antimatière, 2009
- Tout m'échappe, 2013
- Malhabiles, 2016